# Vestiaria
Vestiaria là một chi chim trong họ Fringillidae.